# Eupithecia dalhousiensis
Eupithecia burmata es una especie de polilla de la familia Geometridae. La especie fue descrita por primera vez por Mironov y Galsworthy, habiendo sido descrita en 2008, con distribución en el oeste de las Himalayas. Es una polilla de color marrón pálido con una envergadura es de unos 29 milímetros (1,1 plg) (en los machos) y 37 milímetros (1,5 plg) en las hembras. 

## Plantas de alimento
Se cree que las larvas de esta especie se alimentan de los conos de las especies de Pinus, incluyendo Pinus wallichiana y Picea abies. La primera vez que fue descrita, fue registrado perforando conos de Abies pindrow.
Sus pupas son huéspedes de algunos insectos parasitarios, incluyendo avispas del género Copidosoma.: 74 